# Эксперименты по проверке точности КЭД
Эксперименты по проверке точности КЭД — свидетельствуют об одном из наилучших в физике согласии квантовой электродинамики с экспериментальными данными.
Наиболее точные и специфические испытания КЭД заключаются в измерениях электромагнитной постоянной тонкой структуры, {\displaystyle \alpha }, в различных физических системах. Согласованность данных таких измерений подтверждает теорию.
Проверка теории обычно проводится путём сравнения экспериментальных результатов с теоретическими предсказаниями. В КЭД в этом сравнении есть некоторая тонкость, поскольку теоретические предсказания требуют в качестве входных данных чрезвычайно точного значения {\displaystyle \alpha }, которое может быть получено только из другого точного эксперимента КЭД. Из-за этого сравнения между теорией и экспериментом обычно цитируются как независимые определения {\displaystyle \alpha }. Затем КЭД подтверждается в той мере, в какой эти измерения {\displaystyle \alpha } из разных физических источников согласуются друг с другом.
Соглашение, найденное таким образом, составляет с точностью до десяти частей на миллиард (10−8), основанное на сравнении аномального магнитного момента электрона и постоянной Ридберга из измерений отдачи атома, как описано ниже. Это делает КЭД одной из самых точных физических теорий, построенных до сих пор.
Помимо этих независимых измерений константы тонкой структуры, были проверены и многие другие предсказания КЭД.

## Методы измерения постоянной тонкой структуры
Прецизионные эксперименты по проверке КЭД проводились при низких энергиях в атомной физике, экспериментах с высокими энергиями в коллайдерах и в твёрдых веществах. Значение {\displaystyle \alpha } получается в каждом из этих экспериментов путём подгонки экспериментального измерения к теоретическому выражению (включая радиационные поправки — поправки более высокого порядка а ряду теории возмущений), которые включают {\displaystyle \alpha } в качестве параметра. Неопределённость в полученном значении {\displaystyle \alpha } включает как экспериментальные, так и теоретические неопределённости. Таким образом, эта программа требует как прецизионных измерений, так и  теоретических расчётов с высокой точностью. Если не указано иное, все приведённые ниже результаты взяты из.

### Низкоэнергетические измерения

#### Аномальные магнитные моменты
Наиболее точная оценка {\displaystyle \alpha } получена при измерении аномального магнитного момента или g-фактора g (произносится «g минус 2») электрона. Для получения этой оценки необходимо провести две работы:
1. Точное измерение аномального магнитного момента.
2. Точный теоретический расчёт аномального магнитного момента исходя из {\displaystyle \alpha }.

По состоянию на февраль 2007 года лучшее измерение аномального магнитного дипольного момента электрона было выполнено группой Джеральда Габриэлса в Гарвардском университете с использованием одного электрона, попавшего в ловушку Пеннинга.
Разница между циклотронной частотой электрона и частотой прецессии его спина в магнитном поле пропорциональна g-2. Чрезвычайно высокоточное измерение квантованных энергий циклотронных орбит, или «уровней Ландау» электрона, по сравнению с квантованными энергиями двух возможных ориентаций спина электронов, даёт значение для спина электрона «g»-фактор:
g/2 = 1,00115965218085 ± (76),
точность больше, чем одна часть из триллиона. (Цифры в круглых скобках указывают на стандартное отклонение в последних перечисленных цифрах измерения.)
Современный современный теоретический расчёт аномального магнитного дипольного момента электрона включает диаграммы КЭД с числом петель до четырёх. Сочетание этих теоретических методов с экспериментальным измерением g даёт наиболее точное значение {\displaystyle \alpha }:
{\displaystyle \alpha ^{-1}=137,035999070|(98)}
точность больше, чем одна часть из миллиарда. Эта неопределённость в десять раз меньше, чем у ближайшего конкурирующего метода, включающего измерения отдачи атомов.
Оценка значения {\displaystyle \alpha } также может быть получена из аномального магнитного момента мюона. «g»-фактор мюона извлекается с использованием того же физического принципа, что и для электрона выше, а именно, что разница между циклотронной частотой и частотой прецессии спина в магнитном поле пропорциональна «g»-2. Наиболее точное измерение произведено Брукхейвенской национальной лабораторией в эксперименте с мюоном, в котором поляризованные мюоны хранятся в циклотроне, а их ориентация спина измеряется направлением их электронов распада. По состоянию на февраль 2007 года, текущий среднемировой мюон «g»-измерение коэффициента является:
g/2 = 1,0011659208 ± (6),
точность больше, чем одна часть из миллиарда. Разница между «g»-факторами мюона и электрона обусловлена их разницей в массе. Из-за большей массы мюона вклад в теоретический расчёт его аномального магнитного момента из Стандартной модели слабых взаимодействий и вклады с участием адронов важны при текущем уровне точности, в то время как эти эффекты не важны для электрона. Аномальный магнитный момент мюона также чувствителен к вкладу новой физики
за пределами стандартной модели, такой как суперсимметрия. По этой причине
аномальный магнитный момент мюона обычно используется в качестве зонда для новой физики, выходящей за рамки стандартной модели, а не в качестве теста КЭД. См. мюон "g"-2 для текущих усилий по уточнению измерений.

#### Измерения отдачи атома
Это косвенный метод измерения {\displaystyle \alpha }, основанный на измерениях масс электрона, определённых атомов и постоянной Ридберга. Постоянная Ридберга известна с точностью до семи частей на триллион. Масса электрона относительно массы атомов цезия и рубидия также известна с чрезвычайно высокой точностью. Если массу электрона можно измерить с достаточно высокой точностью, то {\displaystyle \alpha } можно найти из постоянной Ридберга в соответствии с
{\displaystyle R_{\infty }={\frac {\alpha ^{2}m_{\text{e}}c}{4\pi \hbar }}.}
Чтобы получить массу электрона, этот метод фактически измеряет массу атома рубидия Rb87 путём измерения скорости отдачи атома после того, как он испускает фотон известной длины волны при атомном переходе. Объединяя это с отношением электрона к 87атому Rb, результат для {\displaystyle \alpha } будет:
{\displaystyle \alpha ^{-1}=137.03599878(91)}
Поскольку это измерение является следующим по точности после измерения {\displaystyle \alpha } от аномального магнитного момента электрона, описанного выше, их сравнение обеспечивает наиболее строгий тест КЭД, который проходит с честью: значение {\displaystyle \alpha }, полученное здесь, находится в пределах одного стандартного отклонения от найденного от аномального магнитного дипольного момента электрона, что соответствует десяти частям из миллиарда.

#### Комптоновская длина волны нейтрона
Этот метод измерения {\displaystyle \alpha } в принципе очень похож на метод атомной отдачи. В этом случае используется точно известное массовое отношение электрона к нейтрону. Масса нейтрона измеряется с высокой точностью посредством очень точного измерения его комптоновской длины волны. Затем это объединяется со значением константы Ридберга для извлечения {\displaystyle \alpha }. В результате получается,
{\displaystyle \alpha ^{-1}=137.0360101(54).}

#### Сверхтонкое расщепление
Сверхтонкое расщепление — это расщепление на энергетических уровнях атома, вызванное взаимодействием между магнитным моментом ядра и объединённым спином и орбитальным магнитным моментом электрона. Сверхтонкое расщепление в водороде, измеренное с использованием водородного мазера Рамсея, известно с большой точностью. К сожалению, влияние внутренней структуры протона ограничивает то, насколько точно можно предсказать расщепление теоретически. Это приводит к тому, что в извлечённом значении {\displaystyle \alpha } преобладает теоретическая неопределённость:
{\displaystyle \alpha ^{-1}=137.0360(3).}
Сверхтонкое расщепление в мюонии, «атоме», состоящем из электрона и антимюона, обеспечивает более точное измерение {\displaystyle \alpha }, потому что мюон не имеет внутренней структуры:
{\displaystyle \alpha ^{-1}=137.035994(18)}.

#### Лэмбовский сдвиг
Лэмбовский сдвиг представляет собой небольшую разницу в энергиях 2 S1/2 и 2 P1/2 уровней энергии атома водорода, которая возникает из поправки первого порядка в квантовой электродинамике. Сдвиг Лэмба пропорционален {\displaystyle \alpha ^{5}}, и его измерение даёт извлечённое значение:
{\displaystyle \alpha ^{-1}=137.0368(7).}

#### Позитроний
Позитроний — это «атом», состоящий из электрона и позитрона. В то время как расчёт энергетических уровней обычного водорода загрязнён теоретическими неопределённостями внутренней структуры протона, частицы, из которых состоит позитроний, не имеют внутренней структуры, поэтому могут быть выполнены точные теоретические расчёты. Измерение расщепления между 23S1 и 13S1 энергетическими уровнями выходов позитрония
{\displaystyle \alpha ^{-1}=137.034(16)}.
Измерения {\displaystyle \alpha } также могут быть извлечены из скорости распада позитрония. Позитроний распадается в результате аннигиляции электрона и позитрона на два или более фотона гамма-излучения. Скорость распада синглета («пара-позитрония») 1S0 даёт:
{\displaystyle \alpha ^{-1}=137.00(6)},
и скорость распада триплета («орто-позитрония») состояние 3S1 даёт:
{\displaystyle \alpha ^{-1}=136.971(6)}.
Этот последний результат является единственным серьёзным расхождением между приведёнными здесь числами, но есть некоторые доказательства того, что невычислимые квантовые поправки более высокого порядка дают большую поправку к приведённому здесь значению.

### Высокоэнергетические КЭД-процессы
Измерение эффективных сечений КЭД-реакций более высокого порядка при высоких энергиях на электронно-позитронных коллайдерах позволяет определить {\displaystyle \alpha }. Чтобы сравнить извлечённое значение {\displaystyle \alpha } с результатами с низким энергопотреблением, необходимо учитывать эффекты КЭД более высокого порядка, включая изменение
{\displaystyle \alpha } из-за поляризации вакуума. Эти эксперименты обычно достигают точности только на процентном уровне, но их результаты согласуются с точными измерениями, доступными при более низких энергиях.
Эффективное сечение для {\displaystyle e^{+}e^{-}\to e^{+}e^{-}e^{+}e^{-}} даёт:
{\displaystyle \alpha ^{-1}=136.5(2.7)},
и эффективное сечение для {\displaystyle e^{+}e^{-}\to e^{+}e^{-}\mu ^{+}\mu ^{-}} даёт:
{\displaystyle \alpha ^{-1}=139.9(1.2)}.

### Системы конденсированных сред
Квантовый эффект Холла и Эффект Джозефсона для переменного тока являются экзотическими явления квантовой интерференции в системах конденсированного состояния. Эти два эффекта обеспечивают стандарт электрического сопротивления и стандарт частоты, соответственно, которые измеряют заряд электрона с поправками, которые строго равны нулю для макроскопических систем.
Квантовый эффект Холла даёт:
'{\displaystyle \alpha ^{-1}=137.0359979(32)},
Эффект Джозефсона для переменного тока:
{\displaystyle \alpha ^{-1}=137.0359770(77)}.

## Другие способы
- КЭД предсказывает, что фотон является частицей без массы. Различные высокочувствительные тесты доказали, что масса фотона либо равна нулю, либо чрезвычайно мала. Один из типов этих тестов, например, работает путём проверки закона Кулона с высокой точностью, поскольку масса фотона была бы ненулевой, если бы закон Кулона был изменён.
- КЭД предсказывает, что, когда электроны оказываются очень близко друг к другу, они ведут себя так, как если бы у них был более высокий электрический заряд из-за поляризации вакуума. Это предсказание было экспериментально

подтверждено в 1997 году с использованием ускорителя частиц TRISTAN в Японии.
- Эффекты КЭД, такие как поляризация вакуума и собственная энергия, влияют на электроны, связанные с ядром в тяжёлом атоме, из-за экстремальных электромагнитных полей. Недавний эксперимент по сверхтонкому расщеплению основного состояния в ионах 209Bi80+ и 209Bi82+ выявил отклонение от теории более чем на 7 стандартных неопределённостей[11]. Indications show that this deviation may originate from a wrong value of the Nuclear magnetic moment of 209Bi[12].